# Dobrzyniewo Duże

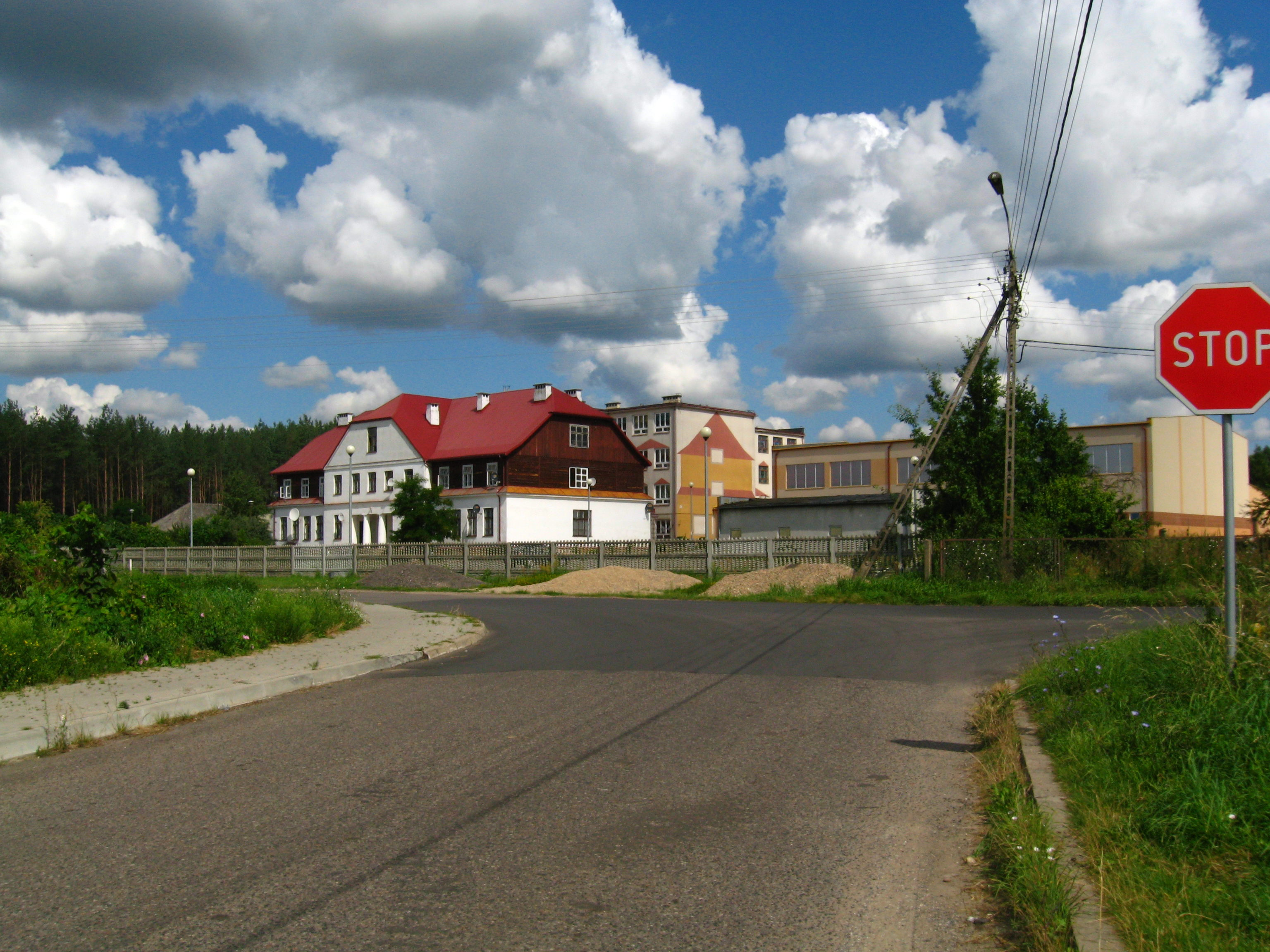
Szkoła

Dobrzyniewo Duże – wieś w Polsce położona w województwie podlaskim, w powiecie białostockim, w gminie Dobrzyniewo Duże.
Miejscowość jest siedzibą gminy Dobrzyniewo Duże.
Znajduje się około 8 km od Białegostoku. We wsi znajduje się przystanek kolejowy na linii kolejowej 38 Białystok - Ełk. Przez miejscowość przebiega trasa linii autobusowej 406, łączącej Białystok z Krypnem Kościelnym.
W latach 1975–1998 miejscowość administracyjnie należała do województwa białostockiego.
Od 1 stycznia 2002 miejscowość jest siedzibą gminy Dobrzyniewo Duże (dotychczas nazwa gminy brzmiała gmina Dobrzyniewo Kościelne z siedzibą w Dobrzyniewie Kościelnym).
Wierni kościoła rzymskokatolickiego należą do parafii Zwiastowania Najświętszej Maryi Panny w Dobrzyniewie Kościelnym.